# ژان-زاویه دو لیستاد
ژان-زاویه دو لیستاد (فرانسوی: Jean-Xavier de Lestrade‎؛ زادهٔ ۱ ژوئیه ۱۹۶۳) یک کارگردان و مستندساز اهل فرانسه است. او در ژر به دنیا آمده است. تحصیلاتش در حقوق و روزنامه‌نگاری بوده و مستندهایی می‌سازد که مکانیسم‌های اجتماع را موشکافانه بررسی می‌کند. فیلم او قتل در صبح یکشنبه در سال ۲۰۰۱، برنده جایزه اسکار بهترین فیلم مستند شده است.